# Cucullaninae
Die Cucullaninae sind eine Unterfamilie der Spulwürmer mit etwa 260 Arten. Sie sind Parasiten bei Fischen und Schildkröten.

## Merkmale
Die Unterfamilie hat die Eigenschaften der Cucullanidae. Die Mundöffnung istvertikal verlängert. Das Ösophastom bilateral symmetrisch. Das Lumen des Ösophagus ist durch kutikularisierte Streben verstärkt.

## Systematik
Zur Unterfamilie gehören zwei Gattungen:
- Cucullanus Mueller, 1777
- Dichelyne Jaegerskioeld, 1902

Die von Hodda und den CHI keys ausgewiesene Gattung Truttaedacnitis (Petter, 1974) wird in den aktuellen Datenbanken als Synonym für Cucullanus angesehen.